# Ториче
То̀риче (на италиански: Torrice, на местен диалект Torgë, Торджъ) е малко градче и община в Централна Италия, провинция Фрозиноне, регион Лацио. Разположено е на 321 m надморска височина. Населението на общината е 4647 души (към 2010 г.).